# Atrella modesta
Atrella modesta är en insektsart som beskrevs av Andrej Vasiljevitj Gorochov 2003. Atrella modesta ingår i släktet Atrella och familjen syrsor. Inga underarter finns listade i Catalogue of Life.